# 汤姆·达尔
汤姆·达尔（英語：Tom E. Dahl）美国音频工程师。他曾因电影东镇女巫提名奥斯卡最佳音响效果奖。自1977年起，达尔参与了超过120部电影的制作。

## 部分影视作品
- 东镇女巫（英语：The Witches of Eastwick (film)） (1987)[1]